# Jobson Figueiredo
Jobson Figueiredo Alves (Barreiros, 28 de agosto de 1948) é um artista plástico, restaurador e produtor cultural brasileiro. Desenvolve sua arte em diversas técnicas; com esculturas tem trabalhos em madeira, cerâmica, pedra, resina e bronze. Nas artes gráficas realizou xilogravuras, litogravuras, infogravuras e pinturas em aquarela, óleo, acrílica, colagens e outras técnicas mistas.
No campo da Heráldica, Jobson realizou a pesquisa histórica, atualização, projeto, modelagem e fundição em bronze do Brasão das Armas do Estado de Pernambuco  . Em 1997 foi devidamente registrado no Instituto Arqueológico, Histórico Geográfico Pernambucano - IAHGP e houve a publicação no Diário Oficial, sendo instituído a forma correta e respeitosa deste símbolo do Estado. Em 2002, o outro importante símbolo para o Estado, o Brasão do Corpo de Bombeiros Militar de Pernambuco também recebeu uma reformulação histórica e registro metodológico de confecção realizado pelo Atelier Jobson Figueiredo  .

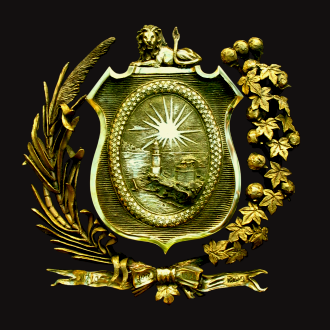
Brasão de Pernambuco

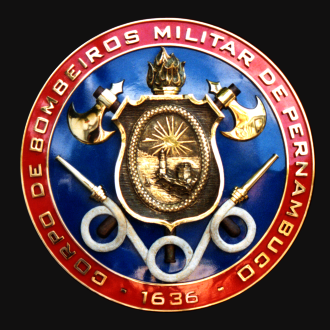
Brasão em bronze executado por Jobson Figueiredo, 2002.

## Restaurações
Segue lista com principais obras de restauração do artista:
- Gradil do Cemitério de Santo Amaro, 1992 [10].
- Cristo do Cemitério de Santo Amaro, 1992 [11].
- Divindades da Praça da República, 1994.
- Ponte Maurício de Nassau,1994 [12].
- Gradil da Ordem Terceira do Carmo, 1995.
- Ponte da Boa Vista, 1996 [13] [14].
- Estação do Brum, 1999.
- Mausoléu dos Barões de Mecejana, 1999[15].
- Nossa Senhora do Morro da Conceição, 2001 [16] [17] [18] [19] [20] [21] [22] [23].
- Sinagoga, 2001.
- Palácio do Governo do Estado de Pernambuco, 2001 [24].
- Gradil do Museu do Estado, 2004.
- Vitral da Chesf de Francisco Brennand,[25].
- Vitral da Chef de Ferrerinha, [25].
- Torre do Zeppelin, 2013 [26] [27] [28].
- Paióis da 2a Guerra Mundial,
- Parque de Esculturas Francisco Brennand,
- Sinos da Nossa Senhora do Carmo,

## Fundição
No ramo da fundição, Jobson Figueiredo trabalha com a fundição por cera perdida, técnica milenar. A fundição se localiza em Igarassu, e lá são produzidas esculturas de sua autoria e também obras de outros artistas, como Abelardo da Hora, Francisco Brennand, Tereza Freitas, Maria Carmen, entre outros. A fundição das esculturas em bronze e a execução do Parque de Esculturas Francisco Brennand foi executada por Jobson Figueiredo em 2000; sendo o maior conjunto de peças fundidas para um mesmo fim pelo artista. A última peça incorporada ao parque foi a Serpente Marinha, executada por Jobson Figueiredo e de autoria de Francisco Brennand.